# Nassbrandpulver

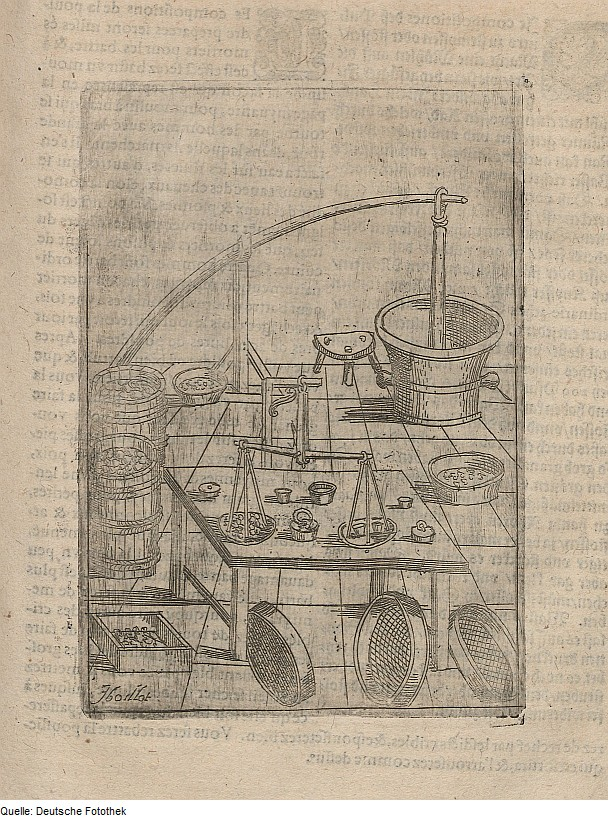
Historische Schießpulverherstellung

Nassbrandpulver ist ein historisches Geschosstreibmittel. Nassbrandpulver war ein nach damaligen Maßstäben hochwertiges Produkt. Es handelt sich um ein Schwarzpulver, dessen Holzkohlenanteil aus bei besonders niedrigen Temperaturen in der Retorte gewonnener Rotkohle besteht. Die Rotkohle enthält gegenüber den heute üblichen Grillkohlen einen höheren Anteil an flüchtigen Bestandteilen (Wachse, Teer). Die flüchtigen Bestandteile bewirken, dass die Verbrennungsrückstände weich sind, weniger verkrusten und sich leicht entfernen lassen. Die Verkrustung führte insbesondere bei Vorderladerwaffen mit gezogenem Lauf dazu, dass sich mit zunehmender Schusszahl die Waffe immer schwieriger laden lässt oder bei kleinkalibrigen Waffen das Geschoss im Lauf stecken bleibt. Mit dem Aufkommen von rauchlosem Pulver geriet der Begriff in Vergessenheit, heutige Schwarzpulver enthalten jedoch immer noch Rotkohle, um die Pulvereigenschaften zu verbessern.